# Claudio Beauvue
Claudio Beauvue, född 16 april 1988 i Saint Claude, Guadeloupe, är en fransk fotbollsspelare (anfallare) som spelar för Deportivo La Coruña. Han har tidigare spelat för Troyes, Nantes, Châteauroux, Bastia, Guingamp, Lyon och Celta Vigo.